# Marco Antonio Tovar Hernández
Marco Antonio Tovar Hernández es un pelotari mexicano. En el Campeonato del Mundo de Pelota Vasca de 2010 consiguió el bronce junto con Homero Hurtado Cardiel en la especialidad de paleta goma.